# Dramino
Dramino (niem. Drammin) – wieś w północno-zachodniej Polsce, położona w województwie zachodniopomorskim, w powiecie kamieńskim, w gminie Wolin.
Wieś należy do sołectwa Piaski Wielkie-Dramino.
W latach 1946–1998 miejscowość administracyjnie należała do województwa szczecińskiego.
Obszar miejscowości oraz tereny na wschód zostały włączone do obszaru specjalnej ochrony ptaków Bagna Rozwarowskie.